# パドルスポーツ
パドルスポーツ（英語: paddling sports）は、パドル（船に固定しない櫂）を用いるスポーツ・レジャーの総称。淡水・海水の別は問わない。

## 種類
- カヌー
- カヤック
  - リバーカヤック
  - シーカヤック
    - サーフカヤック（英語版）
    - サーフスキー（英語版）
    - ウェイブスキー
    - フィッシングカヤック（英語版）
- ラフティング
- ドラゴンボート
- スタンドアップパドルボード
- パックラフト（英語版）